# Дворац Белимарковића у Врњачкој Бањи
Дворац Белимарковића је изграђен између 1882. и 1887. године,  у Врњачкој Бањи према идејном решењу генераловог сестрића, грађевинског инжињера Павла Денића, уз пројекат и надгледање бечког архитекте Винтера и изграђен је за генерала Јована Белимарковића министра краља Милана Обреновића и намесника малолетног краља Александра Обреновића. Дворац данас представља културно добро од великог значаја и поред врњачке цркве је најстарији објекат у Врњачкој бањи.

## Историја
Дворац је изграђен између 1882. и 1889. године, подигнут је изнад границе ондашњег бањског рејона, на падини изнад извора топле воде.
До седамдесетих година прошлог века у њему су живели наследници генерала Белимарковића, након чега је откупљен и категорисан као културно добро.

## Изглед дворца
Раскошно здање Белимарковића је изведено по узору на пољске виле северне Италије, у духу романтичарског историзма, са ренесансним елементима. Хоризонтална подела зидног платна је наглашена, заједно са истакнутом атиком централног ризалита. Лакоћа и транспарентност површине главне фасаде на првом спрату, је постигнута постављањем широког, архитравно завршеног трема, са четири витка стуба која носе терасу другог спрата. Дворац краси и двокрако степениште које води на трем првог спрата. Сви отвори у приземљу су лучно, а они на првом и другом спрату архитравно завршени. Може се приметити романтичарско надахнуће, применом романичког назубљеног завршетка бочних ризалита – кула. За градњу је коришћен бели мермер, из Белимарковићевог мајдана, под планином Гоч.

## Реконструкција
Седамдесетих година вршени су конзерваторско-рестаураторски радови на објекту, после чега је у дворцу смештен Завичајни музеј комплексног типа, под називом Замак културе.
Данас Завичајни музеј има археолошку, етнографску, историјску, уметничку и природњачку збирку, а поседује и Спомен собу генерала Белимарковића, где се чува део оригиналног намештаја, фотографије, лични предмети и документација.